# Oddvar Richardsen
Oddvar Richardsen (Brønnøysund, 5 giugno 1937 – Jessheim, 18 luglio 1997) è stato un calciatore norvegese, di ruolo attaccante.

## Biografia
È il padre di Rune Richardsen.

## Carriera

### Club
Richardsen vestì la maglia del Lillestrøm.

### Nazionale
Conta 4 presenze per la Norvegia. Esordì il 16 maggio 1961, subentrando a Rolf Birger Pedersen nel pareggio per 1-1 contro il Messico.